# Варлаам Пловдивски
Варлаам е епископ на Българска православна църква, Пловдивски митрополит.

## Биография
Роден е на 12 април 1903 г. в Самоков като Кирил Стоянов Пешев. Основното си образование получава в родния си град. През 1925 г. е приет за ученик в Пловдивската духовна семинария, курса на която завършва през 1931 г.
Той се замонашва на двадесет и една години в Рилския манастир. Там приема монашеското си име Варлаам. Завършва Богословския факултет на Софийския университет. От 1949 до 1961 г. е игумен на Рилския манастир. По време на службата си през годините той отдава монашески пострижения на много видни бъдещи духовници като Нюйоркския митрополит Геласий, Пловдивския митрополит Арсений (негов наследник), архимандрит Евлогий и други.
В Пловдив е изпратен през 1962 г. като стобийски епископ, викарий на митрополит Кирил. През 1969 г. е избран за пловдивски митрополит.
Ръководи епархията в едни от най-трудните години, когато църквата е преследвана от държавата. По време на своето служение той просвещава духовно миряните, ръководи редица служби, освещава църквата „Света Петка“ след направения и ремонт от пожара през 1970 г. Въпреки тежките изпитания митрополита остава верен на християнските ценности и добродетели, които прилага през целия си живот и на дела.
Умира на 13 ноември 1986 година. Погребан е до катедралния храм „Успение Богородично“ в Пловдив.
Личният му архив се съхранява във фонд 2712 в Държавен архив – Пловдив. Той се състои от 58 архивни единици от периода 1926 – 1987 г.